# Cantone di Brassac
Il Cantone di Brassac era una divisione amministrativa dell'arrondissement di Castres.
È stato soppresso a seguito della riforma complessiva dei cantoni del 2014, che è entrata in vigore con le elezioni dipartimentali del 2015.
Comprendeva i comuni di:
- Le Bez
- Brassac
- Cambounès
- Castelnau-de-Brassac
- Le Margnès